# Dinwiddie (Virginie)
Pour les articles homonymes, voir Dinwiddie.
La zone non incorporée de Dinwiddie est le siège du comté de Dinwiddie, dans l’État de Virginie, aux États-Unis.

## Source
- (en) Cet article est partiellement ou en totalité issu de l’article de Wikipédia en anglais intitulé « Dinwiddie, Virginia » (voir la liste des auteurs).